# Dobova
Dobova ist ein Ort im Südosten Sloweniens, nahe der Grenze zu Kroatien in der Gemeinde Brežice.
Das Gebiet gehört zur historischen Untersteiermark. Es zählt heute zur statistischen Region Posavska.

## Lage

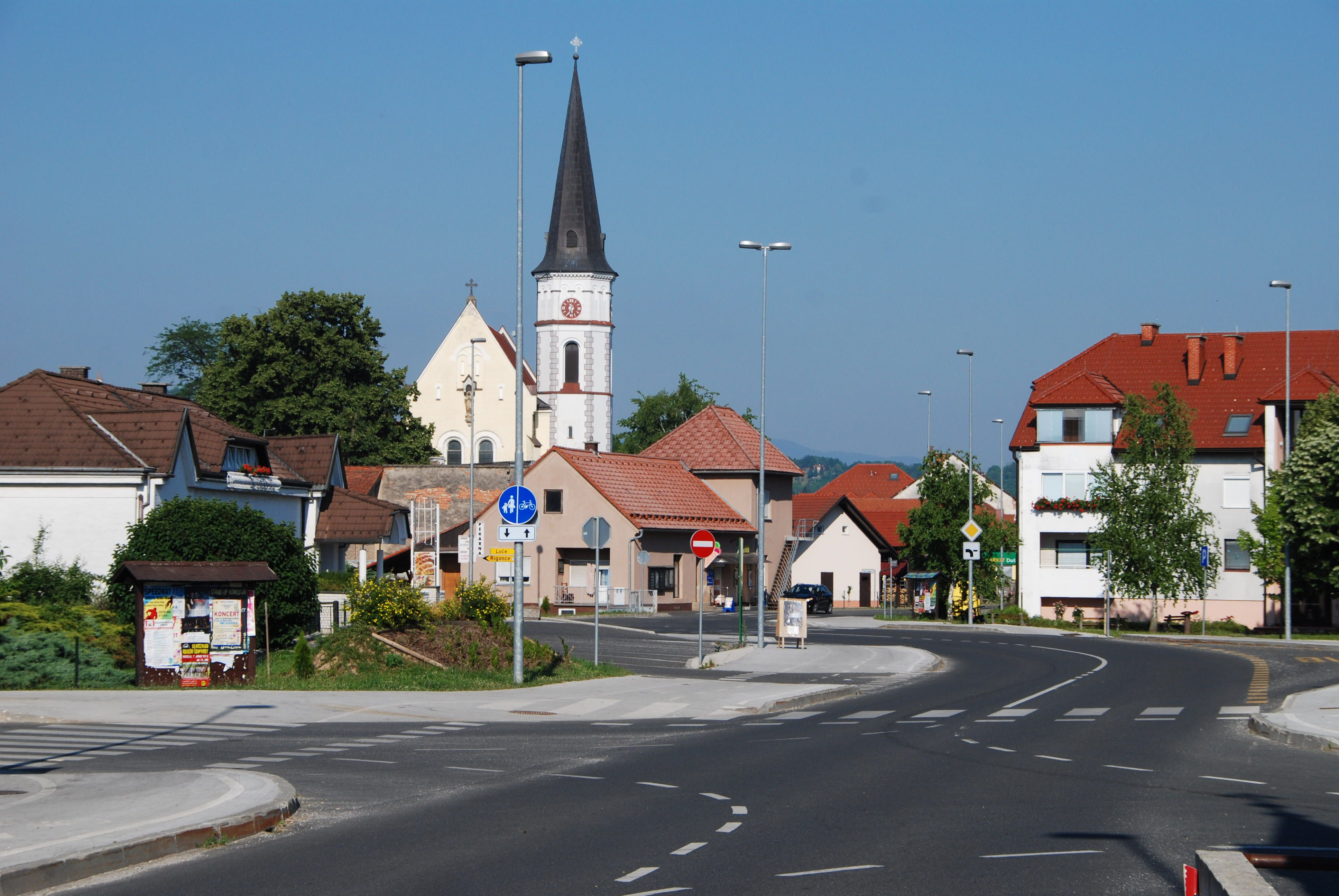
In Dobova

Dobova liegt etwa 144 m über dem Meeresspiegel in der Ebene zwischen der Save im Westen und dem slowenisch-kroatischen Grenzfluss Sotla im Osten. Die Eisenbahnstrecke Ljubljana–Zagreb–Belgrad führt durch Dobova.
Der Bahnhof Dobova ist Grenzbahnhof zu Kroatien und Systemtrennstelle zwischen den Fahrleitungsspannungen von 3 kV Gleichspannung in Slowenien und 25 kV Wechselspannung mit einer Frequenz von 50 Hz in Kroatien. Nach Ljubljana sind es 113 Bahnkilometer, nach Zagreb 29. Der Straßen-Grenzübergang Rigonce liegt in Sichtweite östlich des Dorfes.

## Sehenswürdigkeiten und Aktivitäten
- Die Pfarrkirche ist ein neoromanischer dreischiffiger Bau; er wurde 1865 an einer Stelle errichtet, wo eine ältere Kirche stand.[3]
- Terme Paradiso[4][5]

## Geschichte
Im Zuge der Flüchtlingskrise 2015 wurde Dobova im Herbst 2015 überregional bekannt. Nachdem Ungarn am 16. Oktober 2015 die Grenze zu Kroatien mit einem Zaun abriegelte, wurde Dobova für alle, die auf der Balkanroute in den Schengen-Raum einreisen, zur Haupteintrittsstelle.